# Responsabilità della pubblica amministrazione italiana
La responsabilità della pubblica amministrazione italiana indica la responsabilità giuridica della 
pubblica amministrazione italiana.
In particolare essa indica la responsabilità civile della P.A. italiana dinanzi alla legge nei confronti di uno o più privati per danni o illeciti derivati da una sua attività materiale o autoritativa.

## Evoluzione storica
I principi relativi sono stati elaborati dalla dottrina italiana sulla base delle disposizioni della legge 20 marzo 1865, n. 2248 e della successiva legge 25 giugno 1865, n. 2359 quest'ultima in tema di espropriazione per pubblica utilità.
La legge 2248/1865 fu di importanza storica notevole perché prevedeva per il privato la possibilità di agire in giudizio, davanti all'autorità giudiziaria ordinaria (quindi in sede civile), a difesa dei propri diritti civili. Il meccanismo era abbastanza riduttivo e complicato, in quanto il privato doveva adire il giudice ordinario che però non poteva annullare l'atto amministrativo, ma disapplicarlo riconoscendo la non conformità alla legge. Una volta ottenuta la sentenza di condanna toccava al giudice amministrativo annullarlo conformandosi alla sentenza civile. Il risarcimento era previsto nel caso di danno da attività materiale, situazione nella quale la P.A. rispondeva come qualsiasi altro ente, rimanendo sottoposta a tutti i tipi di sentenze (accertamento, condanna e costitutiva). Ad esser tutelati erano infatti solo diritti politici e civili, un diritto pertanto soggettivo, ma non gli interessi legittimi, che erano tutelati dal giudice amministrativo, il quale tuttavia non conosceva al tempo questa forma di tutela.
Il quadro delineato sembrerebbe a prima vista abbastanza equo, in realtà crea una situazione di paradosso che porta alla quasi irresponsabilità della P.A. e ad un confronto ad armi decisamente impari col soggetto privato. Non risarcibili gli interessi legittimi (come può essere la concessione di un'autorizzazione), una costruzione giuridica di lunga tradizione tendeva ad affievolire le chance satisfattive del privato anche di fronte a diritti colpiti da atti amministrativi. Il caso di scuola è l'espropriazione illegittima d'un bene, teoricamente tutelabile in quanto lesiva del diritto di proprietà; tuttavia si considerava che nel caso dell'esercizio del potere autoritativo della P.A. il diritto degradasse ad interesse, con la conseguenza che il giudice ordinario era automaticamente incompetente per materia, potendo avere giurisdizione solo sui diritti concreti.
È solo per i danni materiali non derivanti da autorità amministrativa che il giudice ordinario può condannare secondo le regole di diritto comune al risarcimento la P.A., in quanto qui il diritto rimane pieno e tutelabile.
Questo assetto è durato dura per circa un secolo: è dagli anni ottanta del XX secolo che la giurisprudenza della Corte costituzionale comincia ad estendere la responsabilità materiale cercando di comprendervi altre fattispecie. Inizia poi una fase di demolizione legislativa sempre ulteriore di questa sorta di irresponsabilità, culminata con la storica sentenza della Corte di cassazione del 22 luglio 1999 n. 500 - a sezioni unite - che stabilì la risarcibilità di ogni danno ingiusto causato dalla P.A., anche lesivo di un interesse legittimo. L'intervento del legislatore arriva l'anno successivo con la legge 21 luglio 2000 n. 205 che attribuì la materia del risarcimento alla competenza del giudice amministrativo.

## Classificazione
Non esiste una tipologia unitaria di responsabilità della P.A. potendo questa agire in modalità differenti e per scopi differenti: può porre in essere un'attività meramente materiale o strumentale, può agire in via autoritativa o fornendo dei pubblici servizi. Mentre la prima (materiale) ha da sempre avuto un riconoscimento più o meno ampio, la seconda venuta ad affermarsi con una lenta evoluzione è quella relativa ai pubblici servizi. Per ultima ovviamente quella derivante da attività autoritativa.
La normativa specifica che le pubbliche amministrazioni devono dotarsi di strumenti adeguati a: garantire la legittimità, regolarità e correttezza dell'azione amministrativa; verificare l'efficacia, l'efficienza ed economicità dell'azione amministrativa; valutare le prestazioni del personale con qualifica dirigenziale; valutare l'adeguatezza delle scelte compiute.

### Gestione di pubblici servizi
Ottenuta medio tempore, la responsabilità riguardante la gestione di pubblici servizi ha investito sacche di irresponsabilità della P.A. vistose e ingiuste per quel che riguardava il servizio postale, quello telefonico ed altri similari. Clausole particolari prevedevano rimborsi simbolici o del tutto inadeguati per fruitori ed utenti di questi servizi in virtù del principio della discrezionalità della P.A. nel gestire tali attività, oltre che per la praticità e snellezza delle attività poste in essere.
Servizio pubblico va inteso come un complesso di prestazioni rese da soggetto pubblico o da soggetto privato al primo sostituito (purché legittimamente e giuridicamente) alla generalità degli utenti. Importante questa definizione, scaturita da un'attività prolifica della Corte Costituzionale negli anni volta a smantellare certe immunità non più difendibili. La stessa giurisprudenza costituzionale offre numerose coordinate per quel che sono gli elementi fondamentali per poter ottenere dei risarcimenti o comunque una tutela nell'ambito dei servizi pubblici: innanzitutto la comparazione della P.A. ad una comune impresa quando svolge questo genere di attività, definite dalla Corte necessariamente imprenditoriali; l'assoggettamento dell'attività, pertanto, alle regole del Codice civile basate sulle regole contrattuali; la non esclusione della responsabilità per fatti criminosi o dolosi dell'agente.
La prima delle tante sacche di irresponsabilità demolite dalla Corte Costituzionale è quella relativa al servizio postale. In una nota sentenza del 1988 la Corte comincia a contestare il principio iniziale della discrezionalità della P.A., e soprattutto plasma l'associazione tra P.A., in questi frangenti, ed impresa, sottoposta quindi alla responsabilità contrattuale secondo codice civile. Importante è la scelta anche del tipo di responsabilità, contrattuale e non aquiliana, da sempre associata alla P.A. C'è da notare che il rimborso effettuato fino a quel tempo dalle poste in caso di mancata ricezione di plichi anche molto importanti, specialmente vaglia o raccomandate, era del massimo di dieci volte superiore all'affrancatura.
È di pochi mesi successiva un'altra storica sentenza relativa ad un altro importantissimo servizio pubblico, quello della telefonia, veramente similare al caso delle poste. Anche per la telefonia, al tempo gestita dalla SIP in regime di monopolio, era previsto in caso di problemi o interruzione del servizio, un rimborso forfettario commisurato tra l'importo annuale del canone ed il tempo del disservizio. Ricalcando quanto precedentemente sostenuto nell'altra sentenza, la Corte rileva come ci sia una disparità di trattamento tra il concessionario del servizio ed il singolo utente, totalmente aliena alla realtà contrattuale che invece sussiste tra i due soggetti.
Nel 1992 la Corte Costituzionale è di nuovo chiamata a decidere sul travagliato Codice Postale. In questo caso la mancata recapitazione di raccomandate con dei valori all'interno è dovuta ad un impiegato che ha agito in modo doloso, pertanto per una vecchia ricostruzione giuridica secondo la quale la P.A. risponde sempre in caso di responsabilità lieve dell'agente e non in caso di responsabilità grave spinge la P.A. stessa a chiamarsi fuori. La Corte conferma la ricostruzione ma per la sola responsabilità aquiliana, mentre in questo caso siamo di fronte, ribadisce, a responsabilità contrattuale.
Nel 2002, un'altra pronuncia contro le Poste, dà per assodato ormai il regime imprenditizio-contrattuale della P.A. ed abbandona l'impostazione dell'impresa per spostare l'accento su quello contrattuale, sostenendo l'impossibilità, per contrarietà al nostro codice civile e all'impianto ormai consolidato della disciplina contrattualistica, di una mancanza di sanzione in caso di inadempimento.
Da questa evoluzione giurisprudenziale risulta quindi che la responsabilità da pubblici servizi è di natura innanzitutto contrattuale (e non aquiliana), fintanto che la P.A. agisce come mero imprenditore e non con poteri autoritativi od organizzativi (nel caso dei pubblici servizi sempre). La legislazione inoltre può prevedere delle discipline speciali, ma non a tal punto da creare forti squilibri tra le due parti o essere comunque contrari ai principi fondamentali e costituzionali dell'ordinamento.

### Responsabilità sulle prestazioni sanitarie
Tra i pubblici servizi erogati dalla P.A. (anche se per alcuni non rientra in tale campo la questione) discorso a parte meritano le prestazioni sanitarie erogate da enti pubblici sanitari (le ASL) o enti privato a queste sostituiti. Già in diritto civile la responsabilità per prestazioni sanitarie ha subito una voluminosa evoluzione per il complesso intrecciarsi di attività tra paziente, medico, personale e struttura ospedaliera. Sorge il cosiddetto principio del clinical risk, atto a proteggere il paziente sia da inottemperanze del medico che della struttura e creando vari tipi di responsabilità concorrenti ben diverse sia per natura che per standard di diligenza.
Fondamentale l'elaborazione della dottrina e della giurisprudenza della responsabilità della struttura, che è di tipo contrattuale: al momento dell'accettazione del paziente, sorgerebbe un contratto pertanto.
C'è da premettere che in precedenza si considerava un'obbligazione di mezzi, pertanto l'inadempimento di questo non era il mancato raggiungimento dell'obbiettivo prefissato, visione ormai superata. Superata anche per la sempre più spiccata tendenza a scindere le due responsabilità, del medico singolo e dell'ente, il primo seguendo la teoria tedesca del diritto riguardante il cosiddetto contatto sociale, il secondo riferendosi ad una sorta di contratto atipico di spedalità (o assistenza sanitaria).
Incentrandosi sulla responsabilità della P.A., essendo di natura contrattuale ne discende che il presunto danneggiato in giudizio debba soltanto provare l'esistenza del contratto e del danno, ovviamente correlato a quanto omesso o fatto dalla struttura.
Interessante la ricostruzione della sentenza della Corte di Cassazione n.2042 2 febbraio 2005, che in un passo inquadra la responsabilità dell'ente ospedaliero nella responsabilità contrattuale ma anche la responsabilità dell'ente ospedaliero ha natura contrattuale e può conseguire, a norma dell'articolo 1218 c.c., all'inadempimento di quelle obbligazioni che sono a carico dell'ente debitore precisando che può anche conseguire [..] all'inadempimento della prestazione medico-professionale svolta direttamente dal sanitario, che assume la veste di ausiliario necessario del debitore, ex art. 1228 c.c.
Sempre contrattualmente, seppur senza un contratto effettivo, è vincolato il medico in virtù del contatto sociale in cui è inserita la sua attività. Al medico non è chiesta tuttavia la diligenza del buon padre di famiglia, ma quella del professionista elaborata dalla dottrina civilistica, con standard di diligenza decisamente più alti ma, in determinati casi, con standard di colpevolezza molto più labili ed elastici.
Si spinge un po' oltre la sentenza 11 gennaio 2008 n.577 della stessa Cassazione, che oltre a riaffermare quanto già asserito in precedenza, prevede nel rapporto contrattuale instauratosi tra paziente ed ente sanitario oltre che il corretto adempimento della prestazione richiesta, anche un obbligo di protezione di quest'ultima per situazioni o attività accessorie, nascendo il rapporto obbligatorio nel già citato contratto di spedalità. Importante è anche l'equiparazione, abbozzata in precedenza e qui ribadita e perfezionata, tra cliniche private e cliniche statali che non conoscono differenza di responsabilità al risarcimento del danno cagionato. La prova contraria di natura eziologica rimane ormai sempre a carico della P.A., potendo l'attore paziente danneggiato semplicemente provare il contratto instaurato ed il peggioramento della sua patologia o un danno collegato.

### Attività materiale e responsabilità indiretta
I danni derivanti da attività materiali, in quanto estranei all'attività autoritativa e amministrativa della PA, sono sempre stati considerati dalla giurisprudenza e dalla dottrina in genere risarcibili. È il criterio dell'imputazione, assolutamente disomogeneo per le persone fisiche nel codice civile a seconda dei numerosi casi elencati, a destare i maggiori problemi. La P.A. risponde in tutti i casi per i danni commessi, sia per danni aquiliani (si pensi a propri mezzi o infrastrutture) o di responsabilità oggettiva (è docente nella scuola pubblica, proprietaria di cavalli ed animali ecc.).
Per la peculiarità del suo dato ontologico, il fattore soggettivo esula dalla colpa o dal dolo della P.A. (difficilmente sostenibile), ma afferisce ad una mancata osservanza di un dovere esterno. Il danneggiato dovrà soltanto dimostrare il nesso causale tra danno e fatto precedente, mentre è tutta a carico della P.A. l'onere di dimostrare l'impossibilità di poter scongiurare detto danno.
Un primo duro colpo alla quasi irresponsabilità della P.A. è dato dalla sentenza della Cassazione civile n.15042 del 6 giugno 2008, relativa ad una tormentata materia, quella del risarcimento derivante da insidia o trabocchetto e della gestione delle strade. In particolare in questi casi, tradizionalmente era prevista una totale esenzione di responsabilità per Comuni ed altri enti che avevano in custodia strade e beni demaniali di natura simile seguendo il ragionamento logico che, data la loro vastità e utilizzabilità dai più svariati fruitori, non potevano essere adeguatamente controllati. La Cassazione non smentisce totalmente questo assunto, ma non lo computa come un'esimente totale: è vero che il bene demaniale ha caratteristiche molto differenti dal bene privato, ma un'esclusione tout court sarebbe ingiustificata in rapporto alla disciplina che riguarda il secondo. L'incontrollabilità del bene demaniale va, secondo la Cassazione, commisurata caso per caso all'evento o lo status quo che ha cagionato il danno, non determinando automaticamente il caso fortuito. È risarcibile pertanto ogni danno cagionato da una caratteristica intrinseca del bene demaniale, di per sé sempre rinvenibile dalla P.A., mentre per situazioni cagionate da terzi deve essere trascorso un tempo ragionevole perché la P.A. possa averne avuto conoscenza.
Deroga importante alla responsabilità dei genitori (o dei tutori) riguarda quella degli insegnanti, sottoposti almeno in via sostanziale allo stesso tipo di responsabilità di custodia dei minori limitatamente al tempo che sono sotto il loro controllo. Si distacca l'aspetto risarcitorio, in quanto secondo recente giurisprudenza di legittimità tenuto a risarcire il danneggiato è l'apparato pubblico e non l'insegnante, che rimane tuttavia responsabile. La P.A. (verosimilmente il Ministero) avrà poi diritto di rivalsa nei casi di colpa grave o dolo dell'insegnante.

### Responsabilità pre-contrattuale
Dopo una lenta e faticosa evoluzione anche la P.A. è assoggettabile alla disciplina degli artt.1337-1338 del codice civile. È abbastanza prospettabile del resto che la P.A. possa avviare delle trattative, porre in essere accordi pre-contrattuali vincolanti e poi interrompere la formazione dell'accordo ingiustificatamente. Condotta che rientra perfettamente nella valutazione dei canoni di lealtà e correttezza previsti dall'art.1337.
Il problema essenziale in passato era costituito dalla rilevante discrezionalità di valutazione dell'apparato pubblico, soprattutto in caso di motivi di ordine pubblico. Attualmente si tende comunque a valutare oltre a questo parametro, rimasto opportunamente in vita, anche la lealtà e la scorrettezza. In un primo momento invece la Cassazione era restia a configurare questo genere di responsabilità; solo col tempo è stata elaborata la doppia figura della P.A., amministratrice sì, ma anche contraente, seppur all'inizio soltanto per trattative private. In un momento successivo la tutela è stata estesa anche per bandi e gare, ma solo dopo l'aggiudicazione in quanto momento di identificazione di una controparte, che precedentemente ha soltanto un interesse che la scelta sia effettuata secondum legem.
Un'importantissima sentenza della Cassazione traccia i confini sia di questa responsabilità sia della giurisdizione competente, stabilendo che il risarcimento è possibile ogni qualvolta la Pubblica Amministrazione agisca iure privatorum e che la competenza è del giudice ordinario fintanto che una legge non riserva la materia a quello amministrativo.

### Responsabilità da attività lecita
È vecchia la consapevolezza della necessità di una responsabilità della P.A. per atti leciti o, peggio, dovuti. È una situazione particolarmente peculiare potendo verificarsi soltanto ad opera di un soggetto dotato di potere autoritativo, la P.A. necessariamente, che deve agire nell'interesse pubblico o deve adempiere un obbligo previsto per legge. Quando questa attività va ad intaccare un diritto soggettivo di un privato, sorge il problema se quest'ultimo abbia diritto ad un risarcimento. Dopo ampie ricostruzioni, in ogni caso affermative, tra i principi del vecchio Statuto Albertino, è oggi l'art.26 della Costituzione a rendere possibile non un risarcimento, in quanto il danno non è dovuto ad attività illecita, bensì un indennizzo o ristoro. L'esempio di scuola è il classico dell'espropriazione che non viene totalmente risarcita bensì coperta da un equo indennizzo.
Problematiche sono sorte successivamente per questioni relative ad attività che non sacrificano immediatamente il diritto soggettivo, per le quali il singolo non ha diritto all'indennizzo né al risarcimento. È il caso ad esempio delle localizzazioni delle aree urbane, che possono colpire terreni di un privato vincolato a non alterarne lo status, ma che non sono soggette ad alcun indennizzo. In mancanza di norme concrete, a seguito d'una localizzazione operata da un comune o da una regione, il proprietario di un'area poteva restare vincolato al non utilizzo per un tempo indeterminato, senza un adeguato ristoro. La questione non è stata esente da vaglio costituzionale, che nel 1968 ha finalmente fatto chiarezza nella questione con una nota sentenza, la quale ha stabilito che il piano di localizzazione non era passabile in ogni caso di indennizzo fino ad espropriazione, che doveva avvenire entro un termine fissato. Il legislatore scelse poco tempo dopo, in un intervento legislativo, il lasso di cinque anni, scaduto il quale doveva necessariamente intercorrere un giusto ristoro per il proprietario. Si abbina un'altra pronuncia Costituzionale di simile tenore per quel che riguarda i vincoli urbanistici dei comuni, che devono necessariamente avere un termine finale e, se rinnovati, danno luogo al giusto indennizzo.
Altro profilo problematico è quello dell'area delle prestazioni obbligatorie, particolarmente frequente in ambito sanitario. Le due pronunce costituzionali più interessanti all'uopo riguardano infatti due vaccinazioni obbligatorie che hanno causato danni a soggetti terzi ma vicini al soggetto vaccinato, i quali hanno chiesto ovviamente un risarcimento. In entrambe le sentenze la Corte non ammette il risarcimento, ma comunque un equo ristoro, perché se è vero che la P.A. ha agito lecitamente ed anzi doverosamente, non può sacrificare il bene del singolo a tal punto per il bene della collettività, specialmente un bene garantito come principio fondamentale dal nostro ordinamento quale è la salute.

### Arricchimento senza causa
La locupletazione prevista per i privati è da tempo prevista, nonostante un'iniziale esclusione, anche per la P.A. Può accadere nei rapporti tra l'ente pubblico e dei professionisti o delle aziende, con incarichi e lavori svolti in via urgente non susseguiti da una delibera o da un atto amministrativo che ne stabilizzi il rapporto.
Per evitare abusi di richieste ex art.2041 c.c. in questo caso la legge prevede che responsabile non sia l'amministrazione ma il singolo agente che abbia dato l'incarico senza poi averne determinato il corretto iter burocratico. Rimane così un'azione sussidiaria rispetto all'azione intrapresa al singolo, ma soprattutto subordinata ad una successiva dichiarazione di utilitas da parte dell'ente pubblico riguardo all'attività o il lavoro svolto, dichiarazione non necessariamente formale (grazie ad accorta giurisprudenza) ma anche estrapolabile da comportamenti e da atti che ne comprovano l'utilità o la effettiva accettazione da parte della P.A.
La giurisprudenza di legittimità e quella amministrativa hanno dovuto lavorare duramente per estrapolare dei principi che riguardassero entità, natura e giurisdizione dell'indennizzo.
Una nota sentenza della Cassazione dirime molti dubbi sulla natura del risarcimento, che non è un risarcimento ma un mero indennizzo, riguardante soltanto il danno emergente per l'attività svolta, ma escludendo il lucro cessante non essendoci in quel caso un negozio valido che ne avvalorasse la proponibilità.

### Responsabilità per esercizio illegittimo del potere amministrativo

#### Precedente sistema
Ultima grande terra di conquista nell'ambito della responsabilità della P.A., è senz'altro il profilo più tormentato e complesso di questo aspetto.
Bisogna necessariamente conoscere l'impianto giuridico e giurisprudenziale adottato per circa un secolo: si pensava che, in presenza di un potere amministrativo esercitato, sia legittimamente che illegittimamente, il diritto soggettivo eventualmente colpito da tale potere rimanesse affievolito, o più precisamente, "degradato" ad interesse. Ne risultava la totale incompetenza del giudice ordinaria e la pressoché totale irresponsabilità dell'amministrazione pubblica. L'interesse legittimo infatti per lungo tempo non era risarcibile e l'unico mezzo di tutela concesso al privato era l'eliminazione dell'atto illegittimo tramite la giustizia amministrativa.

#### Evoluzione e riconoscimento
Con la storica sentenza n.500 del 1999 della Corte di Cassazione a Sezioni Unite questo iniquo assetto riceve un colpo storico: la Suprema Corte stabilisce infatti, sovvertendo vecchie pronunce ed orientamenti, che anche la lesione di interessi legittimi è risarcibile ex art. 2043 c.c., prendendo come presupposto la tutela sorta nell'ordinamento nel tempo di situazioni non raffigurabili come diritti soggettivi. La stessa Corte pone dei capisaldi (poi riarrangiati dal legislatore in seguito) e due cautele. Il privato fa valere un diritto soggettivo e si deve rivolgere al giudice ordinario, il danno deve essere non riferito ad un diritto soggettivo ma deve essere soltanto ingiusto (non iure) e tutelabile è anche l'interesse legittimo nel senso di posizione di vantaggio riservata ad un soggetto in relazione a un bene della vita oggetto di un provvedimento amministrativo e consistente nell'attribuzione a tale soggetto di poteri idonei a influire sul corretto esercizio del potere; in ogni caso il risarcimento è prospettabile soltanto se l'attività abbia effettivamente determinato la lesione dell'interesse al bene della vita al quale l'interesse legittimo è strettamente collegato, non essendo la lesione di quest'ultimo condizione sufficiente per quanto necessaria. Questa situazione è ovvia negli interessi legittimi cosiddetti oppositivi (dove il privato si oppone per proteggere un bene della vita) essendo questi già nella sua sfera giuridica; mentre in quelli pretensivi (dove il privato vuole ottenere un qualcosa cui è necessario un quid partecipativo della P.A.), il giudice dovrà valutare non soltanto la legittimità del diniego o dell'inerzia della P.A. al provvedimento, ma anche se il privato possa vantare un titolo ad ottenerlo.
L'ultima delle due cautele, la più controversa, è la colpevolezza prevista dall'art.2043: colpevolezza non determinata automaticamente dalla illiceità del provvedimento (com'era previsto in precedenza) né dal dolo/colpa del singolo agente, bensì dalla cosiddetta colpa d'apparato, figura sfuggevole determinabile come violazione delle regole di imparzialità, correttezza e buona amministrazione. Vari giuristi hanno fatto notare come la colpa sia in realtà un parametro psicologico mentre le tre regole riportate dalla costituzione coincidono con i vizi di legittimità dell'atto, chiudendosi tale costruzione con un circolo vizioso.

#### Natura della responsabilità
Altra delicata questione riguarda la natura di responsabilità che sorge dalla lesione di un interesse legittimo, se di natura cioè contrattuale o aquiliana. Questione decisamente importante a livello processuale in termini di prescrizione ed onere probatorio e controversa dato che la storica sentenza n.500/1999 non ha affrontato il problema. A distanza di soli quattro anni, e curiosamente per la stessa faccenda, la Cassazione si ritrova a dover dare ulteriori spiegazioni nella sentenza n.157/2003 sulle medesime questioni e non si limita ad approfondire il tema ma anche a criticare in parte la precedente pronuncia. È in questa sentenza che la Cassazione critica l'impostazione che vede la P.A. esclusivamente responsabile extra-contrattualmente, partendo semplicemente dalla legge 241/1990. Secondo la Corte infatti gli obblighi e le attività previste da quell'atto normativo hanno una fase precedente che non rende l'evento oggetto di contenzioso (e di danno) improvviso, bensì frutto di un evidente contatto tra il privato e la pubblica amministrazione che equipara almeno a livello pratico il primo ad una parte contraente.
Ne segue un altalenante orientamento sia in dottrina che in giurisprudenza, a volte a favore della tesi contrattualistica che ormai ha fatto breccia anche nel Consiglio di Stato, a volte ancora ancorata a quella aquiliana.

### Responsabilità da ritardo
Mentre il singolo può essere responsabile per il ritardo di un adempimento contrattuale, la P.A. è generalmente responsabile di un ritardo nell'esercizio di un potere autoritativo. In particolare le leggi stabiliscono solitamente i termini entro quanto la P.A. deve svolgere l'esercizio dell'azione, altrimenti è previsto un termine generico di 90 giorni.
Sorge il problema di capire se la P.A. sia tenuta al risarcimento per il ritardo qualora eluda tale termine, problema che ha ricevuto risposte e tesi molto contrastanti.
Uno degli aspetti problematici della questione è quello di inquadrare il problema ontologicamente: l'inerzia o il ritardo della P.A. è una lesione di un diritto soggettivo del privato, assimilabile all'inadempimento contrattuale del singolo e quindi competenza del giudice ordinario, o una lesione di un interesse legittimo del singolo derivante dalla sua discrezionalità e dal suo potere, appannaggio quindi del giudice amministrativo?
La contesa diatriba trova oggi riferimenti giurisprudenziali amministrativi tendenti alla seconda ipotesi, in quanto il rifiuto o l'inerzia della P.A. di compiere una determinata attività rientra comunque nell'esercizio della sua potestà amministrativa, che potrà essere illegittima e quindi assoggettabile al giudice amministrativo.
Altro problema: ricomprende ogni sorta di danno? Per una parte della dottrina sì, per altri (e la giustizia amministrativa) no, ricoprendo questa responsabilità il solo ritardo. Si profila inoltre la solita annosa differenza tra interessi legittimi oppositivi e pretensivi, i primi sempre risarcibili per la somma medio tempore non percepita o comunque persa; i secondi dipende dalla fase successiva all'annullamento dell'atto, posto che questo non significa automatico risarcimento. Soltanto infatti dopo un successivo riconoscimento delle ragioni del singolo da parte della P.A. è possibile considerare un risarcimento da ritardo, riconoscimento però che può essere negato per altri motivi purché legittimi.

## Colpevolezza
Salvo i casi di responsabilità oggettiva previsti dall'art.2047 c.c., in genere la risarcibilità del danno prevede il dolo o la colpa nel fatto che lo ha cagionato. Dolo e colpa però sono due elementi tradizionalmente psicologici che mal si conciliano con l'impersonalità degli enti, specialmente della P.A.
L'impostazione prevalente storicamente, oggi superata, prevedeva come parametro della colpa la semplice violazione della legge, una culpa in re ipsa.
È nel 1999 che la Cassazione prevede la già citata e contraddittoria colpa d'apparato, creata appositamente per contemperare la troppo aperta colpa in re ipsa dato l'allargamento storico di risarcibilità.
Dalle critiche sollevate a questa figura di colpa, sono state avanzate alcune tesi. Ad esempio che la colpa andrebbe commisurata al tipo di atto illegittimo ed alla gravità dell'illiceità, potendo in questo caso prevedere l'errore scusabile e rendendo risarcibile solo casi di attività vincolate della P.A. non debitamente ottemperate oppure situazioni a bassa discrezionalità. Questa impostazione è stata però criticata dalla giurisprudenza in quanto la colpa non può essere graduata se non per precisa previsione normativa.
Altra prospettiva è quella di inquadrare l'errore come parametro per stabilire se la colpa sia grave o meno, errore che la P.A. deve dimostrare come scusabile. L'errore può essere di fatto e di diritto, il secondo tramite i parametri penalistici e comunitari, il primo commisurato alla questione tecnica pratica: per dirla in breve, l'errore di diritto va valutato alla stregua del giurista medio, quello di fatto in base alla perizia e competenza del prestatore d'opera.

## Misura e tipo del risarcimento
Dato che un atto amministrativo può essere illegittimo ma non produrre danni, bisogna evidenziare che il risarcimento è soltanto eventuale. Sciolto questo dubbio, nel caso avverso bisogna poter stabilire l'entità del risarcimento stesso.
È subito da rilevare come la questione sia totalmente differente a seconda che si vada a ledere un diritto soggettivo o un interesse legittimo e, nel secondo caso, tra interesse oppositivo e pretensivo. Nella prima ipotesi è più semplice, basta valutare il pregiudizio sofferto dal soggetto, ma nella seconda il giudice deve fare, anche per la commisurazione, un giudizio prognostico che accerti il cosiddetto atto dovuto.
Non ci sono dubbi che il risarcimento possa essere effettuato sia per equivalente che per reintegrazione in forma specifica, ma nel secondo caso possono sorgere problemi e situazioni differenti. Nel caso infatti la P.A. abbia commesso l'illecito non nell'esercizio della sua autorità, competente sarà il giudice ordinario e il soggetto leso instaura lo stesso giudizio che si aprirebbe tra privati; la cosa si complica quando il danno deriva dall'esercizio (o dal mancato) di un'attività autoritativa, posto che la reintegrazione in forma specifica comporterebbe la sostituzione del giudice all'amministrazione nel rilascio dell'atto. La questione è risolta dalla giurisprudenza consentendo questo tipo di risarcimento solo per gli interessi oppositivi, mai per quelli pretensivi.
Il problema principale è quello relativo all'entità del risarcimento, da commisurare al danno inferto. C'è da premettere che la giurisprudenza amministrativa non ha problemi a riconoscere il danno emergente, ma altrettanto restia a concedere il lucro cessante. Numerose sono inoltre le riduzioni che il giudice amministrativo spesso opera, sia negli appalti pubblici concedendo soltanto il 10% del danno, sia ove rilevi una causa determinante il danno imputabile anche al singolo o una sua non immediata contestazione e impugnazione dell'atto. Grazie all'art.35 del Dlgs n.80/1998 il giudice può anche rinunciare alla quantificazione diretta del danno (perché complessa, impossibile o altri motivi) e fissare egli stesso un criterio diverso. Non sono rari i casi ormai di giudizi di cognizione affidati al giudice che rimette alle parti la possibilità di accordarsi salvo poi sostituirsi alle stesse in caso di mancato accordo.
Altra giurisprudenza amministrativa non esclude il lucro cessante, purché sia il danneggiato a darne prova in giudizio. In sostanza il privato deve dimostrare, problema non di poco conto, il mancato accrescimento patrimoniale correlandolo al provvedimento amministrativo mancato. La stessa sentenza riportata in nota evidenzia un principio interessante, ovvero la non automaticità della condanna al risarcimento, bensì la necessaria dimostrazione con prova di qualsiasi aspetto risarcitorio.

## Giurisdizione

### Riparti
Notevoli le variazioni che ha subito la giurisdizione riguardo agli interesse legittimi: se nella storica sentenza n.500/1999 veniva indicato il giudice ordinario civile come competente, bisogna evidenziare che questa fu emessa seguendo le disposizioni del D.Lgs. n.80/1998 dichiarato poi incostituzionale per eccesso di delega. Successivamente è stato sostituito dalla legge 205/2000 che ha ampliato, fra le varie cose, le possibilità di tutela del TAR, in particolare la conoscenza del risarcimento del danno. È facile notare come sia stata volontà del legislatore sottrarre alla giurisdizione ordinaria la tutela degli interessi legittimi per affidarla al giudice amministrativo.
L'attuale ripartizione prevede pertanto la giurisdizione del giudice amministrativo quando in gioco ci sono interessi legittimi lesi, il giudice ordinario quando il danno deriva dall'attività materiale o comunque da un'attività non potestativa.
Più problematica è la questione della giurisdizione esclusiva, riservata sempre al giudice amministrativo, nei casi in cui il danno riguardi sia interessi legittimi che diritti soggettivi.
Sorge il problema di capire se il legislatore possa incontrare un limite o meno all'assegnazione di blocchi interi di materie a prescindere dalle situazioni soggettive: il Consiglio di stato è orientato verso la risposta affermativa, la Corte Costituzionale no leggendo in chiave restrittiva il disposto dell'art.103 Cost., laddove prevede che il giudice amministrativo conosce "anche" dei diritti soggettivi. Secondo la stessa Corte pertanto la giurisdizione è esclusiva quando i diritti soggettivi in questione sono comunque correlati ad interessi legittimi o, da un punto di vista differente, lesi da un'attività autoritativa della P.A.
La stessa sentenza precisa che non è stata creata una nuova materia, bensì è stato affidato al giudice amministrativo un semplice strumento di tutela in più per quanto già conosceva.